# Gaita sanabresa
A gaita sanabresa é um tipo de gaita de foles originária da região de Sanabria, uma comarca da província de Zamora, no noroeste da Espanha.

A gaita sanabresa dispõe tradicionalmente de um único ronco. A escala do ponteiro é diferente das outras na Espanha, possuindo um modo (Eólico) diferente da gaita alistana de Aliste em D (Modo Dórico), bem como a "Gaita Mirandesa" de Portugal. No toque, a digitação é geralmente aberta, embora alguns gaiteiros usem a digitação semi-fechada.
Considerando as variedades regionais, a gaita sanabresa é encontrada com variações em seu modo nativo eólico, seja com acidentes tonais tendendo a um modo jônio (maior) ou com tendência a um modo menor, a exemplo do modo dórico (como no caso das gaitas de Juan Prieto Ximeno). 
Na música tradicional de sua região, geralmente é acompanhado por uma ou duas caixas e também um bumbo. Desfiles de gaiteiros, arruadas ou mesmo concentrações de gaiteiros são populares em Puebla de Sanabria e nas cidades vizinhas.
O instrumento estava em declínio no século XX, e quase extinto na década de 1980, mas houve um renascimento, auxiliado em parte pela Escola de Folclore de Puebla de Sanabria elevando o instrumento a novo grau de popularidade local.

## Fontes

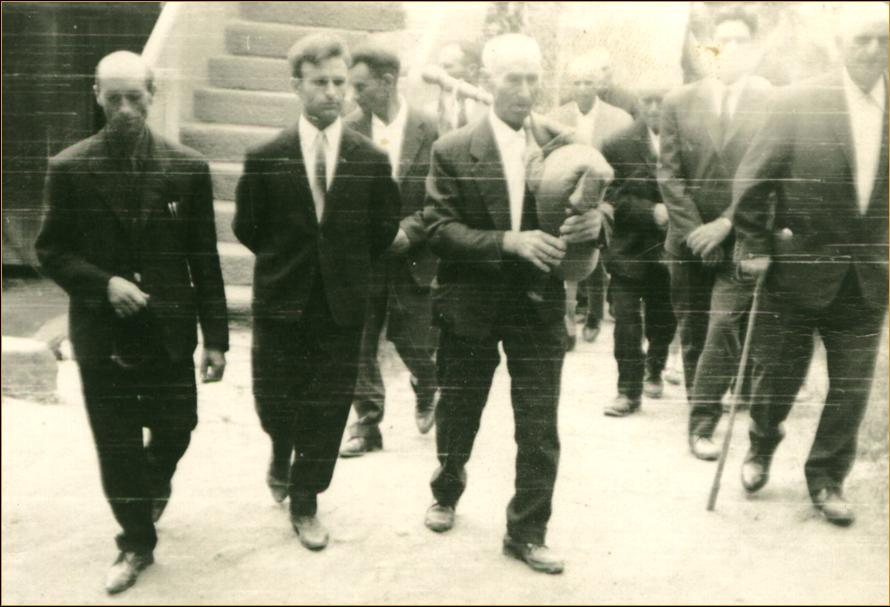
Cerefino Espada tocando a gaita sanabresa em 1955